# Acalypha elizabethiae
Acalypha elizabethiae är en törelväxtart som beskrevs av Richard Alden Howard. Acalypha elizabethiae ingår i släktet akalyfor, och familjen törelväxter. Inga underarter finns listade i Catalogue of Life.